# Jamario Moon
Jamario Raman Moon (Goodwater, Alabama, 13. lipnja 1980.) američki je profesionalni košarkaš. Igra na poziciji niskog krila, a trenutačno je član NBA momčadi Cleveland Cavaliersa. Prijavio se na NBA draft 2001., ali nije bio izabran od strane nijedne momčadi.

## Rani život
Pohađao je sveučilište Meridian Community College. Na posljednjoj godini prosječno je postizao 20.8 poena i 8.7 skokova po utakmici. Prijavio se na NBA draft 2001., ali je ostao nedraftiran igrač. Međutim, dva puta je izabran na draftu NBA D-League. Prvi puta kao 43. izbor NBA D-League drafta 2003. od strane Huntsville Flighta, a drugi puta na draftu 2005. kao 52. izbor od strane Arkansas RimRockersa.

## NBA
U srpnju 2007. na trodnevnom mini-kampu impresionirao je čelnike Toronto Raptorsa i s njima potpisao dvogodišnji ugovor. U prvoj startnoj utakmici protiv Chicago Bullsa, za 23 minute postigao je 12 poena, 6 skokova, 3 ukradene lopte i jednu blokadu. U nastavku sezone osigurao si je mjesto u startnoj petorci, a u sljedećoj utakmici s Bullsima, u studenome 2007. zabilježio je 15 poena, 9 skokova, 6 blokada i 3 ukradene lopte. Dva dana kasnije, srušio je rekord franšize Raptorsa u blokadama. Naime, zabilježio je barem jednu blokadu u 12 zaredom odigranih utakmica. 1. veljače 2008. proglašen je novakom mjeseca Istočne konferencije. 18. siječnja 2008. protiv Atlanta Hawksa, s 5 ukr. lopti oborio je rekord karijere u tom segmentu. 13. veljače 2009. mijenjan je s Jermaineom O'Nealom u Miami Heat za Shawna Mariona i Marcusa Banksa. U Miamiju je ostao do kraja sezone kada je postao slobodan igrač. 17. srpnja 2009. dobio je ponudu Cleveland Cavaliersa, koju je na kraju i prihvatio. Za tri godine dobit će 8,9 milijuna dolara, s time da je posljednja godina ugovora garantirana.

## NBA statistika

### Regularni dio
| Godina    | Klub    | Odig. uta. | Uta. poč. | Min. | 2P%  | 3P%  | Sl. bac.% | Skok. | Asist. | Ukr. lop. | Blok. | Poena |
| --------- | ------- | ---------- | --------- | ---- | ---- | ---- | --------- | ----- | ------ | --------- | ----- | ----- |
| 2007./08. | Toronto | 78         | 75        | 27.8 | .485 | .328 | .741      | 6.2   | 1.2    | 1.0       | 1.4   | 8.5   |
| 2008./09. | Toronto | 54         | 39        | 25.5 | .473 | .345 | .846      | 4.6   | 1.3    | 1.2       | .8    | 7.3   |
| 2008./09. | Miami   | 26         | 21        | 26.5 | .459 | .370 | .867      | 4.5   | 1.0    | .8        | .6    | 7.1   |
| Ukupno    |         | 158        | 135       | 26.8 | .478 | .344 | .794      | 5.4   | 1.2    | 1.0       | 1.0   | 7.8   |

### Doigravanje
| Godina    | Klub    | Odig. uta. | Uta. poč. | Min. | 2P%   | 3P%   | Sl. bac.% | Skok. | Asist. | Ukr. lop. | Blok. | Poena |
| --------- | ------- | ---------- | --------- | ---- | ----- | ----- | --------- | ----- | ------ | --------- | ----- | ----- |
| 2007./08. | Toronto | 5          | 3         | 20.8 | .379  | .364  | 1.000     | 4.8   | .8     | 1.2       | .6    | 5.4   |
| 2008./09. | Miami   | 3          | 0         | 13.3 | 1.000 | 1.000 | .000      | 3.0   | .3     | .3        | .3    | 4.0   |
| Ukupno    |         | 8          | 3         | 18.0 | .471  | .462  | .333      | 4.1   | .6     | .9        | .5    | 4.9   |

## Vanjske poveznice
- Profil na NBA.com
- Profil na Yahoo!